# Hulubești
Hulubești es una comuna ubicada en el distrito de Dâmbovița, Rumania.

## Superficie
Posee una superficie de 64,33 kilómetros cuadrados.

## Demografía
Hasta 2021 la población era de 3052 habitantes, con una densidad de población de 47,44 habitantes por kilómetro cuadrado.